# وزارة النقل الكندية
وزارة النقل الكندية (الفرنسية: Transports Canada) هي الإدارة التابعة لحكومة كندا المسؤولة عن تطوير اللوائح والسياسات والخدمات المتعلقة بالنقل البري والسككي والبحري والجوي في كندا. وهي جزء من محفظة النقل والبنية التحتية والمجتمعات (TIC). وزيرة النقل الحالية هي كريستيا فريلاند. يقع المقر الرئيسي لوزارة النقل الكندية في أوتاوا، أونتاريو.